# نعناع چمنی (سرده)
نعناع چمنی (نام علمی: Prunella) نام یک سرده از تیره نعناعیان است.